# IFNK
IFNK (англ. Interferon kappa) – білок, який кодується однойменним геном, розташованим у людей на короткому плечі 9-ї хромосоми. Довжина поліпептидного ланцюга білка становить 207 амінокислот, а молекулярна маса — 25 218.
| 10         |  | 20         |  | 30         |  | 40         |  | 50         |
| ---------- |  | ---------- |  | ---------- |  | ---------- |  | ---------- |
| MSTKPDMIQK |  | CLWLEILMGI |  | FIAGTLSLDC |  | NLLNVHLRRV |  | TWQNLRHLSS |
| MSNSFPVECL |  | RENIAFELPQ |  | EFLQYTQPMK |  | RDIKKAFYEM |  | SLQAFNIFSQ |
| HTFKYWKERH |  | LKQIQIGLDQ |  | QAEYLNQCLE |  | EDKNENEDMK |  | EMKENEMKPS |
| EARVPQLSSL |  | ELRRYFHRID |  | NFLKEKKYSD |  | CAWEIVRVEI |  | RRCLYYFYKF |
| TALFRRK    |  |            |  |            |  |            |  |            |

A: Аланін

C: Цистеїн

D: Аспарагінова кислота

E: Глутамінова кислота

F: Фенілаланін

G: Гліцин

H: Гістидин

I: Ізолейцин

K: Лізин

L: Лейцин

M: Метіонін

N: Аспарагін

P: Пролін

Q: Глутамін

R: Аргінін

S: Серин

T: Треонін

V: Валін

W: Триптофан

Кодований геном білок за функцією належить до цитокінів. 
Задіяний у такому біологічному процесі, як противірусний захист. 
Секретований назовні.